# Klitjaŭski Rajon
Klitjaŭski Rajon (vitryska: Клічаўскі Раён, ryska: Кличевский район) är ett distrikt i Belarus.   Det ligger i voblasten Mahiljoŭs voblast, i den centrala delen av landet, 120 km öster om huvudstaden Minsk.